# كريستيان دانيال
كريستيان دانيال (بالفرنسية: Christian Daniel )‏ (و. 1948 – م) هو سياسي، من فرنسا، ولد في رين، هو عضوٌ في الاتحاد من أجل حركة شعبيةهو عضوٌ في الجمعية البرلمانية لمجلس أوروبا.

## مناصب
تولى منصب عضو الجمعية الوطنية الفرنسية (2 أبريل 1993–21 أبريل 1997).